# 豊橋市神田ふれあいセンター
豊橋市神田ふれあいセンター（とよはししかだふれあいセンター）は、愛知県北設楽郡設楽町神田にある豊橋市の青少年教育施設。木造の旧設楽町立神田小学校（したらちょうりつかだしょうがっこう）を転用している。

## 歴史

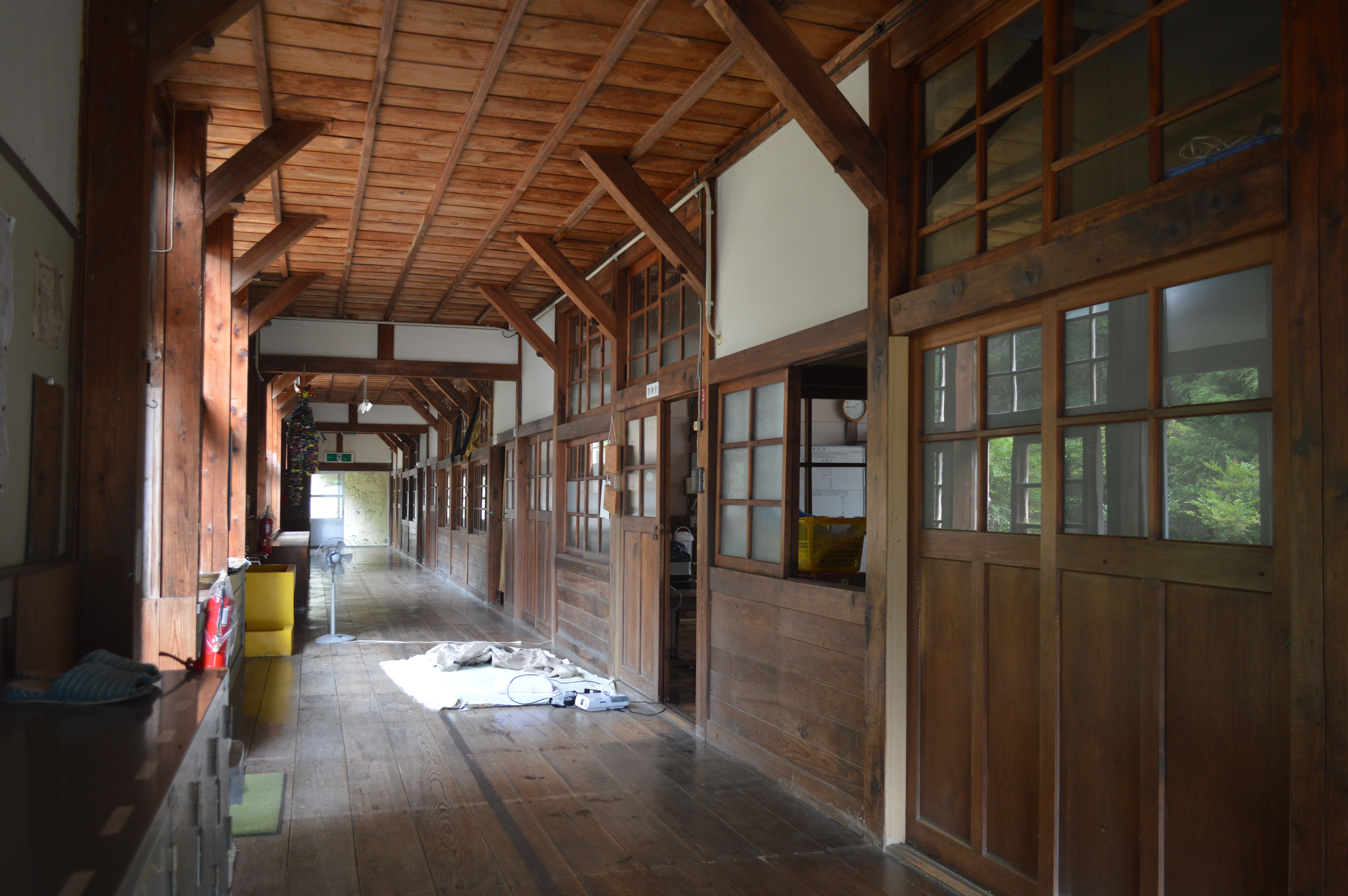
木造の校舎内

北設楽郡設楽町神田（かだ）は設楽町と東栄町の境界に近い地区である。1872年（明治5年）には振草村立神田小学校が開校し、1956年（昭和31年）には設楽町の発足によって設楽町立神田小学校に改称した。1947年（昭和22年）には設楽町立神田小学校宇連分校が設置されたが、宇連分校は1967年（昭和42年）に廃校となっている。過疎化による児童数の減少によって、1995年（平成7年）には設楽町立神田小学校の本校も廃校となり、設楽町立田口小学校に統合された。
旧設楽町立神田小学校の校舎や敷地を豊橋市が借用し、野外活動や設楽町との交流活動の拠点として豊橋市神田ふれあいセンターが開設された。2003年（平成15年）には文部科学省によって「廃校リニューアル50選」のひとつに選ばれた。神田ふれあいセンターと同じように三河地方で廃校を再活用した施設には、東栄町体験交流館のき山学校（旧・東栄町立東部小学校）、つくで田舎レストランすがもり（旧・新城市立菅守小学校）、豊橋市民俗資料収蔵室 ふるため（旧・豊橋市立多米小学校）、岡崎市ホタル学校（旧・岡崎市立鳥川小学校）、あすけ里山ユースホステル（旧・足助町立椿立小学校）などがある。

## 特色
管理者は常駐しておらず、利用等の申し込みがあった場合は豊橋市から担当者（教育部委員会生涯学習課の担当）が出張する。
主な利用者は子ども会やスポーツ少年団や老人会。年間利用者数は約3,700人。
地元との交流としては、いも煮会（11月）、ソバ打ち＆五平餅づくり＆しいたけ菌打ち体験（3月）などが行われている。

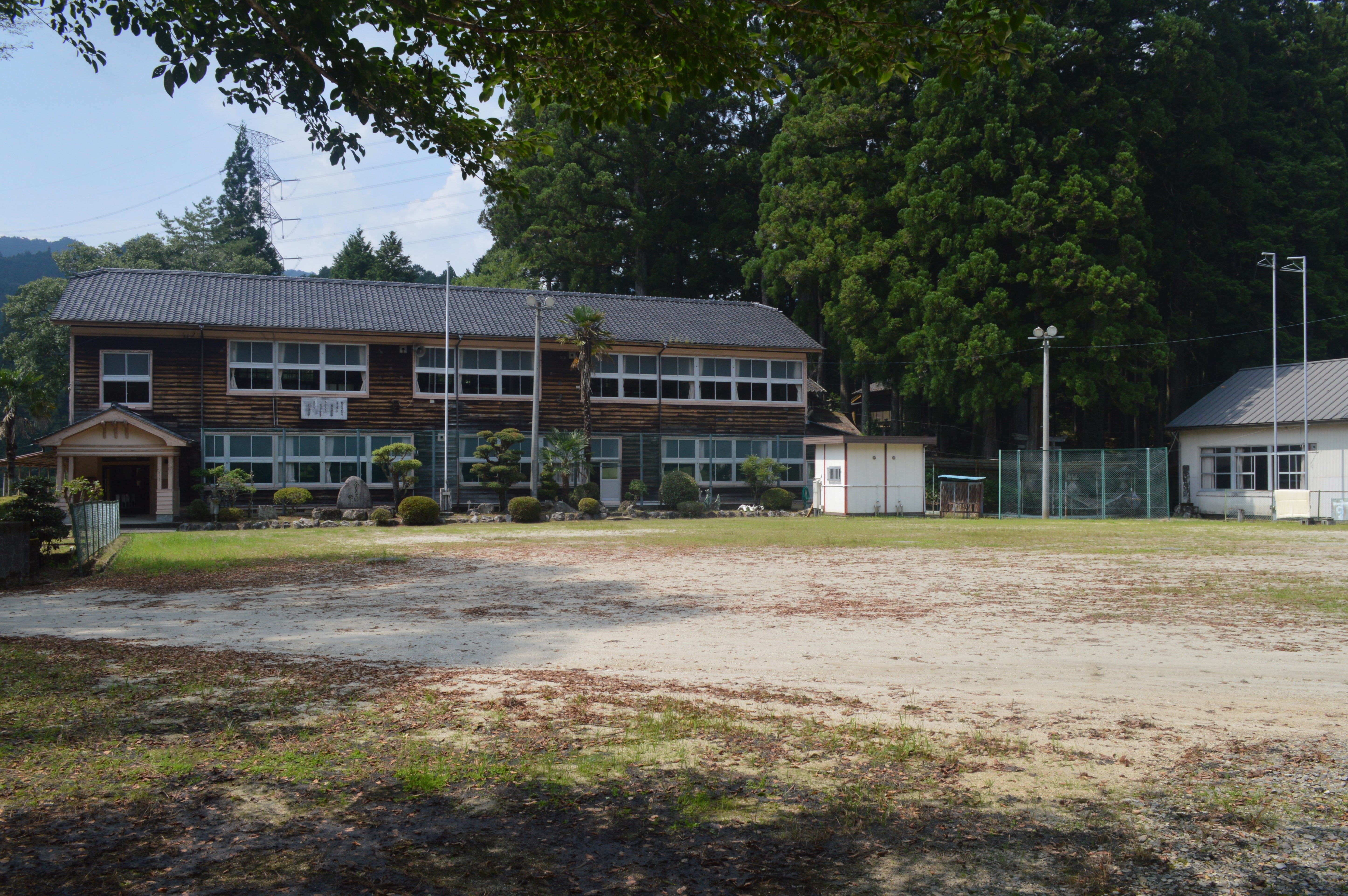
校舎やグラウンド
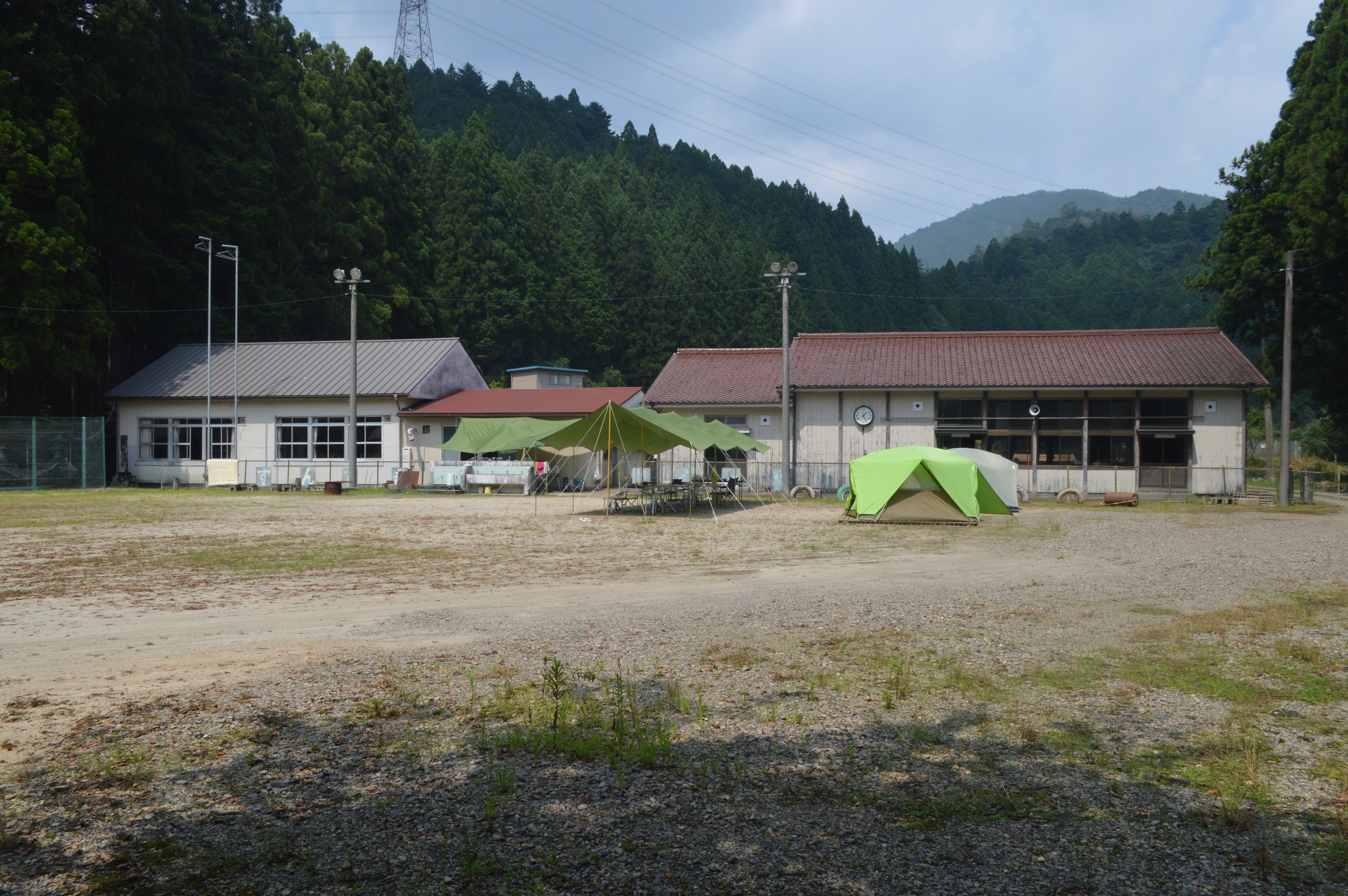
グラウンドや体育館

## 現地情報
所在地
- 441-2315 愛知県北設楽郡設楽町神田字杉ノ根19番地

アクセス
- JR飯田線本長篠駅より豊鉄バス田口新城線で「田口」バス停下車。「田口」からおでかけ北設東栄設楽線で「神田」バス停下車。